# Rojas de Cuauhtémoc
Rojas de Cuauhtémoc es una localidad del estado mexicano de Oaxaca. Es cabecera del municipio de Rojas de Cuauhtémoc.

## Demografía
| Censo | Población |
| ----- | --------- |
| 1900  | 582       |
| 1910  | 616       |
| 1921  | 602       |
| 1930  | 584       |
| 1940  | 606       |
| 1950  | 616       |
| 1960  | 729       |
| 1970  | 806       |
| 1980  | 940       |
| 1990  | 993       |
| 1995  | 1033      |
| 2000  | 1036      |
| 2005  | 959       |
| 2010  | 1080      |
| 2020  | 1301      |